# Norrie McCathie
Norman McCathie (Edimburgo, 23 de março de 1961 – Dunfermline, 8 de janeiro de 1996) foi um futebolista escocês.

## Carreira
Iniciou sua carreira em 1980, no Cowdenbeath, mas seria no Dunfermline Athletic que McCathie se destacou. Sua estreia foi contra o Ayr United, em setembro de 1981, sendo peça fundamental nas campanhas que levaram o Dunfermline à Primeira Divisão escocesa, em 1986.
Em 1989, foi cedido ao Ayr para se recuperar de uma lesão que sofrera, e foi neste clube onde McCathie atuou em 2 jogos. Voltaria ao Dunfermline no mesmo ano, permanecendo até sua despedida, em janeiro de 1996, novamente integrando o elenco que conquistou o acesso à elite do futebol escocês.

## Morte
Em 8 de janeiro de 1996, 2 dias após o último jogo de sua carreira, McCathie foi encontrado morto em sua casa, devido a um envenenamento por monóxido de carbono. Sua namorada, Amanda Burns, também faleceu no incidente. Na época, o Dunfermline usava a numeração 1-11, e a camisa 4, usada pelo zagueiro, passou a usar o 12 em seu lugar. Porém, a camisa não foi totalmente aposentada, e tem sido reutilizada desde então.

## Link
- Perfil no site do Dunfermline Athletic (em inglês)